# Université technique d'Istanbul
Pour les articles homonymes, voir ITU.
L'université technique d’Istanbul (İTÜ, İstanbul Teknik Üniversitesi en turc) est une université internationale, située à Istanbul en Turquie. Elle fut fondée en 1773.

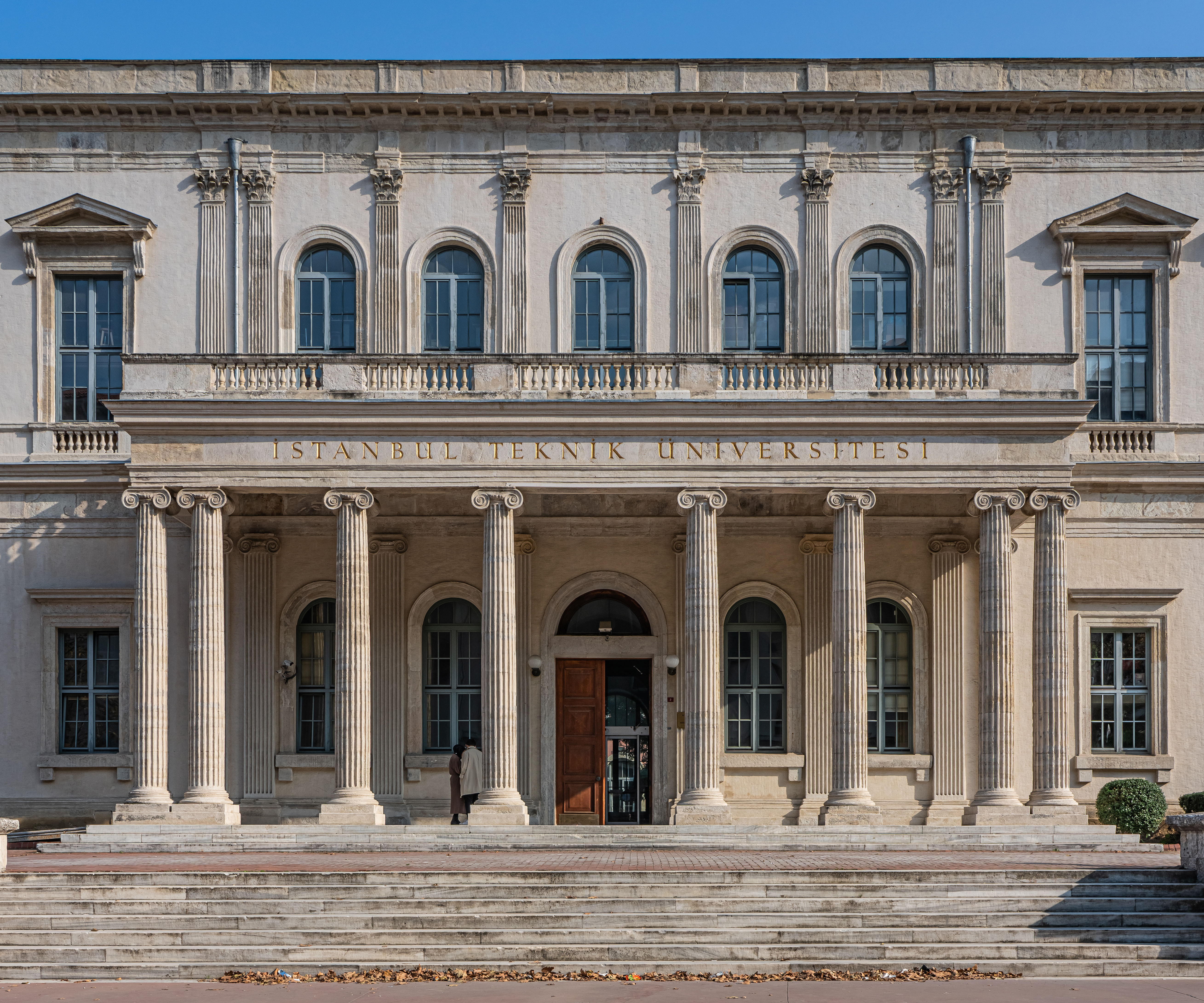
Taşkışla Campus

Elle participe à la mobilité des étudiants et la coopération des chercheurs dans le réseau inter-universitaire européen TIME).
C'est la troisième plus ancienne université technique consacrée aux sciences de l'ingénierie du monde, mais aussi récemment les sciences, et est l'une des institutions les plus éminentes d'éducation en Turquie.

## Histoire

### Empire ottoman
Considérée comme la deuxième institution du monde de l'enseignement supérieur spécifiquement consacrée à l'éducation d'ingénierie, l'Université technique d'Istanbul (İTÜ) a une histoire longue et distinguée qui a commencé en 1773.
L'İTÜ a été fondée par le sultan Mustafa III comme l'école des Ingénieurs de la marine impériale (Imperial Naval Engineers, Turc Ottoman : Mühendishane-i Bahr-i Hümayun, Turc: İmparatorluk Donanma Mühendishanesi), et elle a été à l'origine destinée à la formation des constructeurs de navires et des cartographes.
En 1795, la mission de l'école était de former le personnel technique militaire pour la modernisation de l'armée ottomane.
En 1845, les fonctions d'ingénierie ont été élargies par l'ajout d'un programme consacré à la formation des architectes.
La portée et le nom de l'école ont été étendues et modifiées de nouveau en 1883 et en 1909, l'école devint une école d'ingénierie publique qui était destiné à former des ingénieurs civils, qui pourraient fournir l'infrastructure pour le développement rapide du pays.

### La Turquie moderne
En 1928, l'institution avait acquis une reconnaissance formelle comme une université d'ingénierie qui dispensait un enseignement en ingénierie et en architecture.
En 1944, le nom de l'institution a été changé en Université technique d'Istanbul et en 1946 l'institution devint une université autonome, avec l'architecture, les facultés de génie civil, mécanique, et électrique.
Avec sa longue histoire de 234 ans, son environnement d'enseignement modernes, et un personnel enseignant qualifié, l'Université technique d'Istanbul d'aujourd'hui est la personnification de l'ingénierie et de la culture architecturale en Turquie.
L'Université technique d'Istanbul, a non seulement joué un rôle de premier plan dans le mouvement de modernisation de l'Empire ottoman, mais a également maintenu sa position de leader dans les changements et les innovations qui ont lieu dans la construction, l'industrialisation et domaines de la technologie dans la République turque moderne.
Les ingénieurs et architectes formés à l'Université technique d'Istanbul ont joué un rôle important dans la construction d'autoroutes, ponts, barrages, usines, bâtiments, usines de production d'énergie, réseaux de communication, et dans le développement des villages, bourgs et villes de Turquie.
Alumni a également joué un rôle important dans la vie politique turque (les présidents turc - Turgut Özal, Suleyman Demirel et Necmettin Erbakan ont tous été diplômés de l'İTÜ). Depuis sa création en 1773, l'Université technique d'Istanbul a réussi à se tenir à jour en suivant les évolutions technologiques qui se sont produites dans le monde.
L'université offre à ses élèves un environnement éducatif qui est ancré dans la tradition, mais ouvert sur le dernier cri en matière d'éducation des techniques et réglages.
En promouvant de solides relations internationales, cette université publique offre à ses étudiants des possibilités d'éducation véritablement universelles qui ne sont pas non plus limitées par les frontières nationales.

## Liste des présidents (recteurs) de l'UTI
| #   | Nom                                          | Spécialité                                     |
| --- | -------------------------------------------- | ---------------------------------------------- |
| 1.  | Prof. Emeritus Osman Tevfik Taylan (tr)      | Génie civil                                    |
| 2.  | Prof. Emeritus Ahmet Hamdi Peynircioğlu (tr) | Génie civil                                    |
| 3.  | Prof. Emeritus Mustafa Hulki Erem (tr)       | Génie électrique                               |
| 4.  | Prof. Emeritus Emin Halid Onat (en)          | Architecture                                   |
| 5.  | Prof. Ahmet Özel (tr)                        | Génie électrique                               |
| 6.  | Prof. Dr Mustafa Santur (tr)                 | Physique                                       |
| 7.  | Prof. Emeritus İlhami Civaoğlu (tr)          | Chimie                                         |
| 8.  | Prof. Dr Mustafa İnan (en)                   | Génie civil                                    |
| 9.  | Prof. Dr Fikret Narter (tr)                  | Génie mécanique                                |
| 10. | Prof. Dr Hikmet Binark (tr)                  | Génie mécanique                                |
| 11. | Prof. Dr Sait Kuran                          | Génie civil                                    |
| 12. | Prof. Emeritus Bedri Karafakioğlu            | Génie des télécommunications                   |
| 13. | Prof. Dr Kazim Ergin                         | Géophysique                                    |
| 14. | Prof. Dr Galip Sağıroğlu                     | Le génie minier                                |
| 15. | Prof. Dr Kemal Kafalı                        | Architecture navale                            |
| 16. | Prof. Dr Nahit Kumbasar                      | Génie civil                                    |
| 17. | Prof. Dr İlhan Kayan                         | Génie civil                                    |
| 18. | Prof. Dr Reşat Baykal                        | Architecture navale                            |
| 19. | Prof. Dr Gülsün Sağlamer                     | Architecture                                   |
| 20. | Prof. Dr Hüseyin Faruk Karadoğan             | Génie civil                                    |
| 21. | Prof. Dr Muhammed Şahin (en)                 | Géodésie et de photogrammétrie de l'ingénierie |

## Académies
La structure de chaque «faculté» à l'İTÜ est comparable à celle des «collèges» dans les institutions des États-Unis, où chaque faculté est composé de deux ou plusieurs "départements". 
Par exemple, la Faculté de génie électrique et électronique se compose des départements de génie électrique, génie informatique, génie de contrôle, l'ingénierie électronique et l'ingénierie des télécommunications.
Faculté de génie civil
- Génie civil
- Géodésie et photogrammétrie
- Ingénierie Environnementale

Faculté d'Architecture
- Architecture
- Planification urbaine et régionale
- Conception de produits industriels
- Architecture d'Intérieur
- Architecture du Paysage

Faculté de génie mécanique
- Génie mécanique
- Génie de fabrication

Faculté de génie informatique et informatique 
- Génie informatique
- Intelligence artificielle et ingénierie des données

Faculté de l'Ingénierie Électrique et Électronique
- Génie électrique
- Génie des contrôles
- Génie Électronique et communications

École des Mines
- Génie minier
- Génie géologique
- Génie pétrolier
- Géophysique

Faculté de Génie chimique et métallurgique
- Génie chimique
- Génie métallurgique et matériels
- Génie de la nourriture

Faculté d'architecture navale et génie océanique
- Architecture Navale
- Ingénierie des Océans

Faculté des Sciences et des Lettres
- Génie des Mathématiques
- Génie Physique et de Chimie
- Biologie Moléculaire et Génétique
- Sciences humaines et Sociales
- Génie des Sciences

Faculté d'aéronautique et d'astronautique
- Génie Aéronautique
- Génie Astronautique
- Génie Météorologique

Faculté de Gestion
- Génie du Management
- Génie Industriel

Faculté Maritime
- Génie Maritime
- Deck[Quoi ?]

Faculté des technologies textiles et du design
- Génie Textile
- Design de la Mode
- Développement et Gestion du Textile

et aussi Programme de double diplôme entre l'İTÜ et l'Université de New York & l'Université du Montana.

### Instituts et centres de Recherches
- Institut de l'Énergie (ancien Institut de l'Énergie nucléaire)
- Institut des Sciences et Technologies (siégeant en tant que Collège d'études supérieures)
- Social Sciences Institute (siégeant en tant que Collège d'études supérieures)
- Institut d’Informatique
- Institut des Sciences de la Terre Eurasie
- Centre de recherche de biologie moléculaire, Biotechnologie et Génétique (MOBGAM)
- ARI Technopolis
- Center pour les Communications par Satellites & Télédétection
- Centre National informatique de haute performance, Turkish
- Centre de recherche Rotorcraft (ROTAM)

Enfin, l'UIT a également les départements /instituts d'enseignement suivants qui ne sont pas liés à l'une des facultés, mais servent de départements indépendants. Il s'agit notamment de :
- École des langues étrangères
- École des Beaux-Arts
- École d'Éducation Athlétique
- Département du Conservatoire de musique classique turque
- Institut de recherche avancé des sciences de la Musique

### Perspective internationale
21 départements d'ingénierie de l'İTÜ sont accrédités par l'ABET (en). Également la faculté d'architecture de l'UIT est accrédité par le NAAB (en) et le corps professoral du transport maritime est accrédité par l'OMI.

### Réputation
Selon le Classement académique des universités mondiales, l'Université technique d'Istanbul est parmi les 500 meilleures universités dans le monde et est la meilleure université en Turquie.

## Campus
L'Université technique d'Istanbul est un organisme public.
Elle possède cinq campus, qui sont situés dans les zones les plus importantes d'Istanbul.
Parmi les cinq campus de l'İTÜ, le campus principal de Maslak est un campus de banlieue, couvrant une superficie totale de 2,64 km2.
Le Rectorat de l'Université, piscine, stade, ainsi que la plupart des facultés, les résidences d'étudiants et la bibliothèque centrale de l'İTÜ y sont situés.
Un autre campus de banlieue de l'İTÜ est le campus de Tuzla.
Il dessert les étudiants de la Faculté Maritime et des membres du corps professoral.
Il est situé dans le quartier de Tuzla Istanbul, qui est une zone d'arsenal.
L'un des trois campus urbain de l'İTÜ est la Campus Taşkışla.
Il s'agissait d'une caserne militaire dans l'ère ottomane.
Taşkışla est l'un des plus célèbres édifices historiques d'Istanbul.
Les campus de Gümüşsuyu (tr) (Faculté de génie mécanique) et le campus de Maçka (en) (Faculté de gestion) sont proches de la place de Taksim, et ils sont aussi parmi les plus importants bâtiments historiques d'Istanbul.
L'İTÜ a plus de programmes d'ingénierie (21 en 2005) accrédités par l'ABET (organisme d'accréditation US reconnu pour la science, la technologie et les programmes de génie ou en d'autres termes SUNY programme) que toute autre institution en Turquie.
L'instruction est à la fois en turc et en anglais (environ 70 % en turc et 30 % en anglais).
La librairie de l'UIT Mustafa Inan dispose d'environ 533 000 livres, périodiques et 500.000 volumes de livres périodiques et 6000 rares livres Ottomans/latins.
La bibliothèque de l'İTÜ a accès à des bibliothèques internationales et des bases de données en ligne.
Elle a la plus grande collection de matériaux techniques (sciences et ingénierie) en Turquie.
Elle est la bibliothèque la plus contemporaine et riche techniquement de la Turquie.
La bibliothèque de l'İTÜ Mustafa Inan est la bibliothèque centrale des six bibliothèques et le centre de coordination des services de bibliothèque de l'Université technique.
L'histoire de la bibliothèque de l'İTÜ remonte à 1795, l'imprimerie de la Mühendishane-i Berri-i Hümayun de l'Empire ottoman (école d'ingénierie pour des applications territoriales militaires de l'Empire ottoman - la troisième plus ancienne université technique du monde).
La bibliothèque de l'İTÜ Mustafa Inan a une collection de livres rares
Le réacteur nucléaire de l'İTÜ de Triga Mark-2 est dans le campus Maslak. 
Il est situé dans l'Institut de l'énergie. 
Il y a aussi des légendes qui disent que le lac de l'İTÜ serait le refroidisseur pour ce réacteur.
ARI Technopolis
ARI Teknokent (Technopolis), est situé au campus de Ayazağa, offre aux entreprises la recherche, le développement technologique et des possibilités de production à l'université, en coopération avec les chercheurs et les universitaires.
Le Technopolis a deux immeubles: Arı-1 et de l'Arı-2. 
L'immeuble Arı-3 va être construit dans le campus Maslak.
National High Performance Computing Center
Le NHPCC, est situé sur le Campus Ayazağa. 
C'est le centre national pour l'informatique haute performance.
Le super-ordinateur de ce centre est l'un des 500 premiers super-ordinateurs au monde.

## La vie étudiante
- Athlétisme

Ayant un campus de banlieue, comme celui de Maslak cela a permis de créer de nombreux domaines sportifs.
Le gymnase Ayazağa est le centre des sports dans l'İTÜ.
Le gymnase Ayazağa dispose également d'un stade avec une capacité de 3 500 places pour les matches de basket-ball et volley-ball.
Il y a également un centre de fitness.
Les matches de basket-ball sont parmi les activités sportives les plus importantes de l'İTÜ.
L'équipe de basket-ball de l'İTÜ, qui a remporté le championnat de la Ligue turque de basket-ball 5 fois, joue actuellement en 2e division turque de la Ligue turque de basket-ball (TB2L).
Le gymnase Ayazağa est le domicile de l'équipe de basket-ball de l'İTÜ.
Inutile de mentionner que les étudiants sont les plus grands supporters de l'équipe.
Malgré les succès en basket-ball, l'équipe de football joue dans la ligue amateur de l'İTÜ.
Un stade de football se trouve également dans Ayazağa, où l'équipe de football joue ses matchs.
Des courts de tennis et une piscine olympique couverte, qui a ouvert en mai 2007, sont également disponibles dans le campus Ayazağa.
Une piscine en plein air désert les facultés de l'İTÜ.
Les autres sports/activités de l'İTÜ sont: Badminton, escrime, plongée, sports d'hiver, la danse et la gymnastique, tennis, paint-ball, aïkido, athlétisme, alpinisme, le bridge, la natation, le cyclisme et le triathlon, ski, parachutisme, football américain, korfball, handball, iaido, capoeira, lutte et tir à l'arc.
- Vie sociale

L'İTÜ propose de nombreuses options pour les étudiants qui aiment faire des activités extra-scolaires pendant leurs années d'études.
Les plus populaires sont le club de rock, club de Cinéma, EPGIK.
L'İTÜ a aussi une option pour ceux qui veulent organiser des événements avec des gens de divers pays européens dans la commission locale du groupe des étudiants européens en technologie qui comptait 40 membres en 2007.
Malgré tout cela, la vie sur le campus peut-être tranquille de temps en temps, parce que les étudiants peuvent choisir la ville d'Istanbul au lieu de la vie du campus.
- Logement

L'İTÜ a une capacité de 3 000 logements d'étudiants: Logements près du lac, dortoir IMKB, Verda Urundul, dortoir Ayazağa et dortoirs Gümüşsuyu.

## Professeurs et anciens élèves célèbres

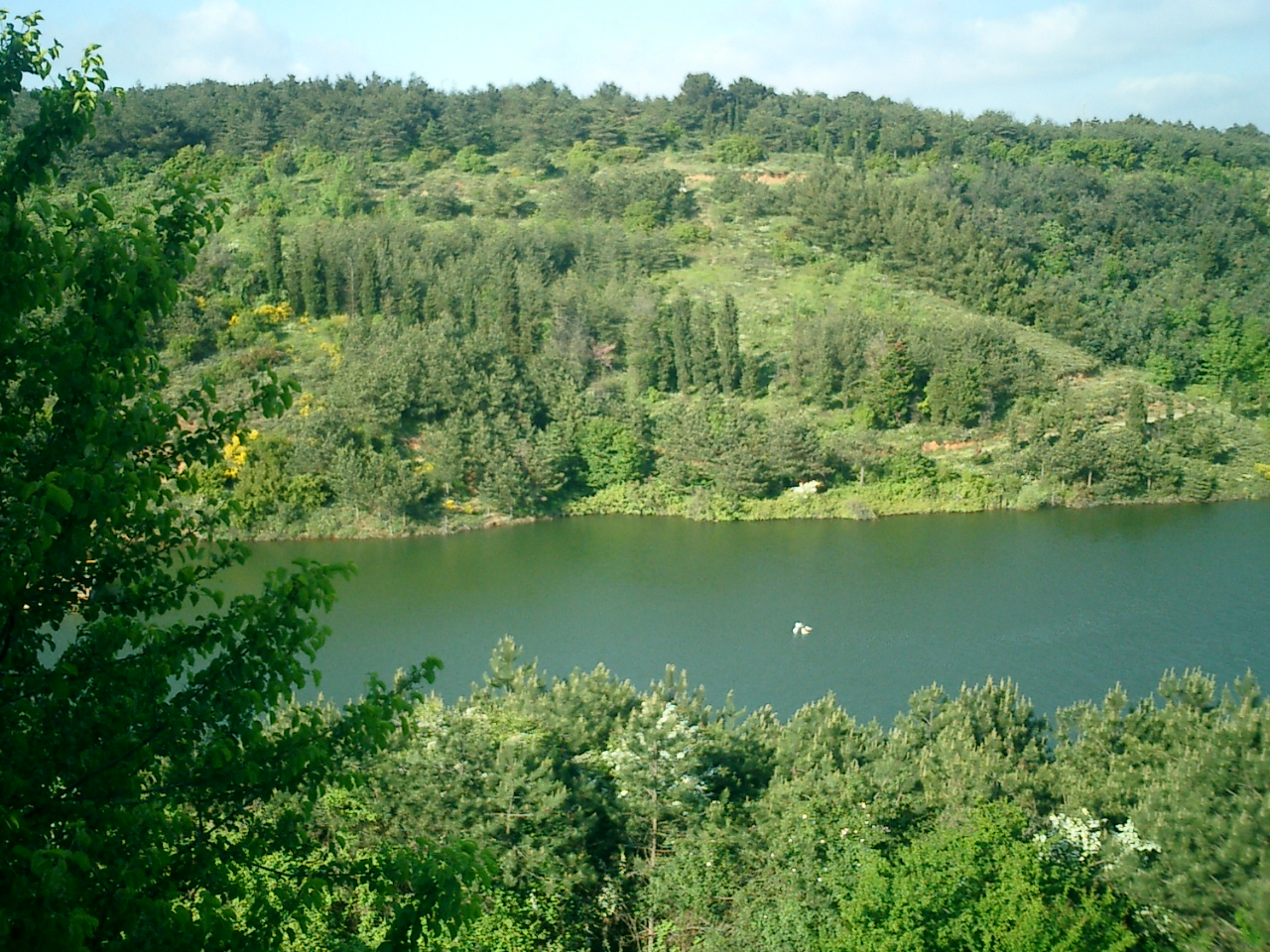
Ayazağa Campus, ITU Lake

### Professeurs
- Aykut Barka - Géologue
- Rudolf Belling - Sculpteur
- Ratip Berker - Ingénieur en mécanique et physicien
- Nihat Berker - Physicien
- Bülent Evcil (en) - Flûtiste
- Samim John Ganst - Architecte
- Mustafa Inan - Ingénieur civil
- Kamran Ince - Compositeur
- Arnold Reisman - Historien et l'ingénieur
- Celal Şengör - Géologue
- William Prager - Sciences de l'ingénieur (1933-1940)
- Richard von Mises - mathématicien (1934-39)
- Karl von Terzaghi - Ingénieur civil, fondateur de la mécanique des sols
- İştar Gözaydın (en) - Politologue

### Anciens étudiants
Bon nombre des diplômés ont joué un rôle important dans la construction de ponts, de routes et de bâtiments. 
Par exemple, Emin Onat et Orhan Arda sont les architectes du Mausolée d'Atatürk. Funda Arar et Çelik sont des chanteurs très célèbres. Süleyman Demirel (ingénieur civil) et Turgut Özal (ingénieur électricien) sont deux présidents de la Turquie. Necmettin Erbakan fut premier ministre de la Turquie.
D'autres diplômés célèbres sont énumérés ci-dessous :
- Ali Akansu - Academic, New Jersey Institute of Technology, États-Unis
- Zeynep Ahunbay - Academic
- Oğuz Atay - Romancier
- Bedrettin Dalan - ancien maire d'Istanbul
- Çağla Kubat - Modèle
- Yılmaz Erdoğan - Acteur
- Ali Erdemir - Tribologist
- Funda Arar - Musicien
- Üzeyir Garih
- İshak Alaton
- Şarık Tara - Homme d'affaires
- Semih Tezcan - Academic
- Mehmet Önder Yetiş - Chef de l'Institut national de la recherche en électronique et en cryptologie
- Faruk A. Yarman - Chef de la Société nationale électronique aéronautique (HAVELSAN)
- Sıddık Yarman - Ingénieur en micro-ondes et en électronique (spécialiste)
- Mehmet Toner - Cryobiologiste, professeur au MIT et à l'Université Harvard
- Ahmet Yalçınkaya - Poète
- Hakan Köstepen - Directeur de la planification et de l'innovation / Chef Stratégie des produits - Panasonic Atomotive Systems Company of America
- Temel Kotil - Ingénieur en mécanique et chef de Turkish Airlines
- Waleed a. Samkari, Brigadier général. Ancien directeur du corps de maintenance jordanien.
- Çelik Erişçi - Chanteur
- Ahmet Toprak - Directeur de la radio SF Turkish Radio (http://turkradio.us)

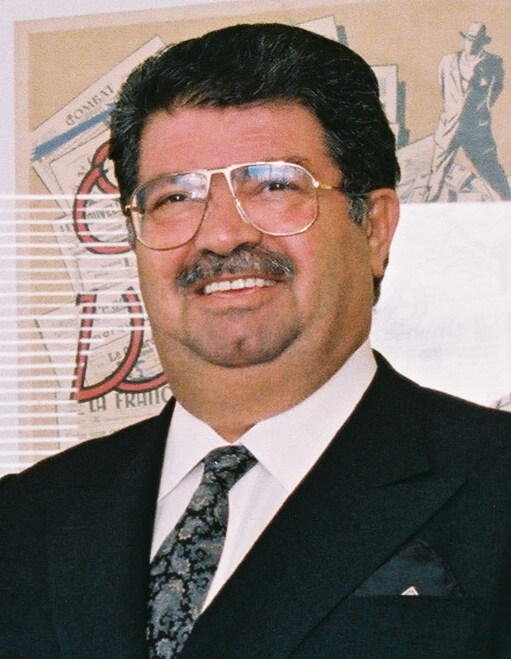
Turgut Özal, 8e président de la Turquie
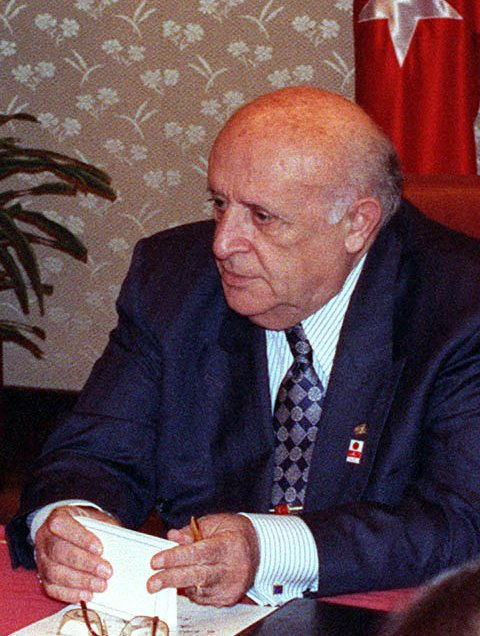
Süleyman Demirel, 9e président de la Turquie
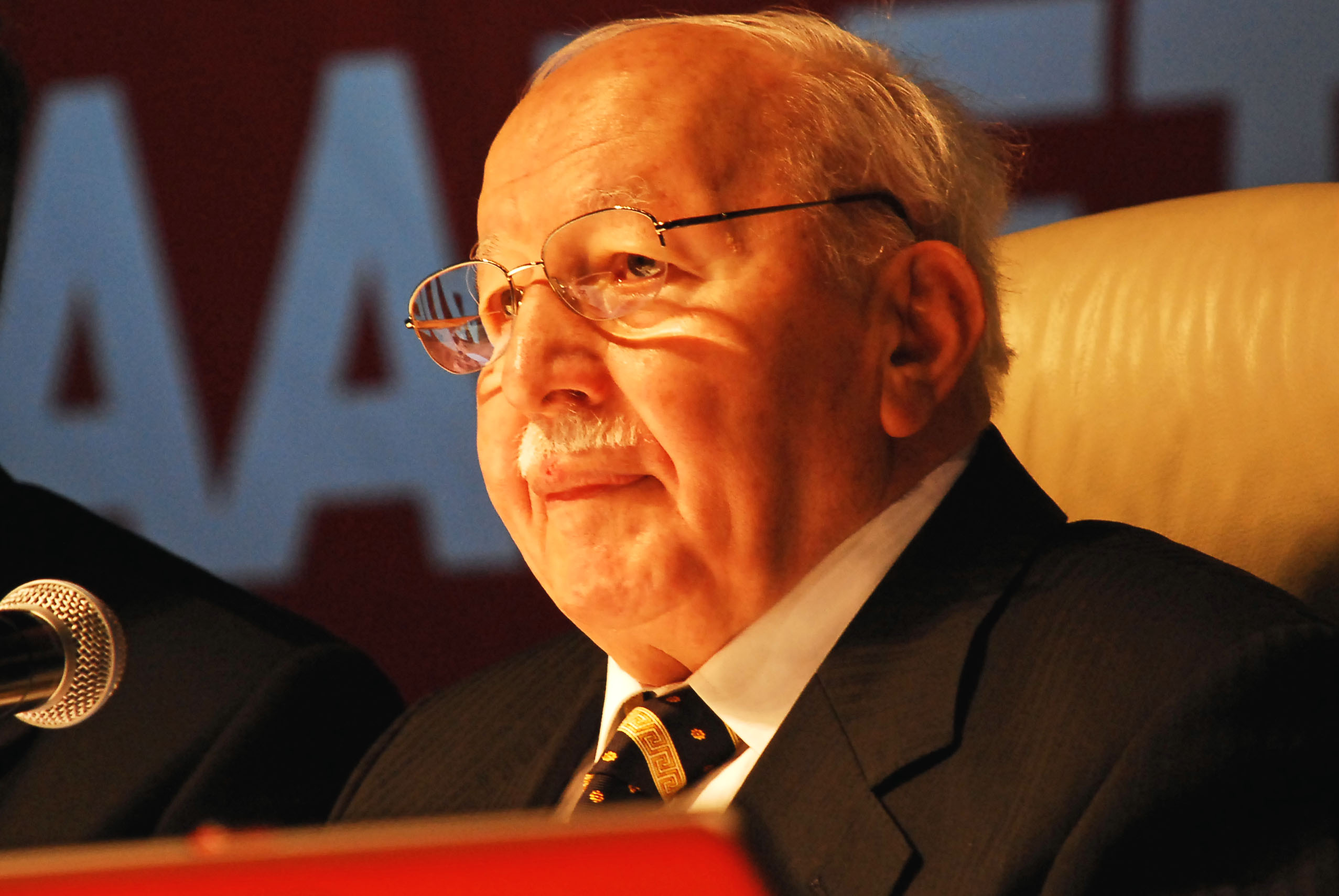
Necmettin Erbakan, Premier ministre de la Turquie

#### Cartes
- ITU Maslak Campus, interactive
- ITU Maslak Campus

#### Publications
- Arıyorum Newspaper
- ITU Magazine
- Arı Bulletin of ITU
- A|Z ITU Journal, Architecture Magazine of the Technical University